# ماتياس دياز
ماتياس دياز (بالإنجليزية: Matías Díaz)‏ هو لاعب اتحاد الرغبي نيوزلندي، ولد في 16 مارس 1993 في مندوزا في الأرجنتين.

## وصلات خارجية
- ماتياس دياز عل موقع إسبنسكروم (الإنجليزية)
- ماتياس دياز على موقع ItsRugby.co.uk (الإنجليزية)